# John Henry Pratt
John Henry Pratt   (Londres, 4 de juny de 1809 - Ghazipur, 28 de desembre de 1871) va ser un clergue, matemàtic, astrònom i geodesista britànic.

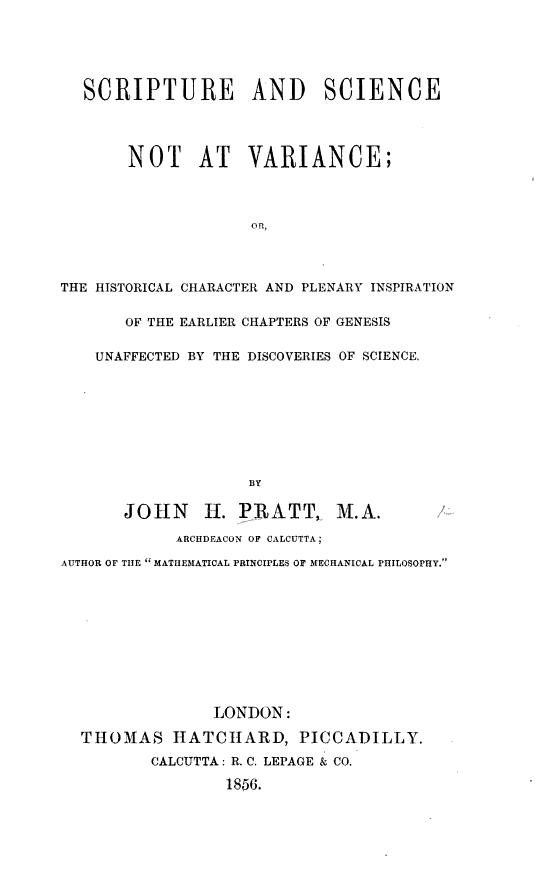
Portada de la primera edició de Scripture and Science (1856).

Fill d'un pastor anglicà de nom Jossiah Pratt, no es coneixen del cert les seves dades de naixement, excepte que va ser batejat a l'església de St. Mary Woolnoth al centre de Londres al juny de 1809.
Després de cursar els estudis secundaris a la prestigiosa Oakham School de Rutland, va estudiar a la universitat de Cambridge, on va ser deixeble de William Hopkins i es va graduar al Caius College el 1833 i va obtenir el màster al Sidney Sussex College el 1836.
El 1838, va enrolar-se a la Companyia Britànica de les Índies Orientals i, uns anys després, va esdevenir ardiaca de la diòcesi anglicana de Calcuta. Va morir de còlera mentre era de viatge a Ghazipur (a prop de Benarés).
Va aplicar les matemàtiques a problemes de geodèsia i ciències naturals i va definir per primer cop els principis de la isostàsia. És coneguda la seva correcció dels amidaments del meridià terrestre fets per George Everest, en els quals trobava discrepàncies entres les mesures geodèsiques i les astronòmiques; Pratt va intuir el 1855 que les discrepàncies eren provocades per la força gravitatòria dels massís del Himalaya. Tot i que aquesta correcció no era prou correcta i va ser corregida poc després per George Biddell Airy, va obrir el camí al càlcul generalitzat de les correccions per anomalies del mitjà respectant l'equilibri dels sistemes.
També va publicar algunes obres religioses, algunes de les quals força influents com Scripture and Science (Escriptures i Ciència) que es va reeditar nombroses vegades.